# Spirobassia
Spirobassia is een geslacht uit de amarantenfamilie (Amaranthaceae). Het geslacht telt een soort die voorkomt in Europa en Azië, tot in Xinjiang in het oosten en Iran in het zuiden. De soort kan ook in Nederland gevonden worden.

## Soorten
- Spirobassia hirsuta (L.) Freitag & G.Kadereit - Ruig zoutkruid

... · 
Achyranthes · 
Aerva ·
Alternanthera ·
Amaranthus (Amarant) · 
Atriplex (Melde) · 
Axyris · 
Bassia (Zoutkruid) · 
Beta (Biet) · 
Blitum (Spiesganzenvoet) · 
Celosia · 
Chenopodium (Ganzenvoet) · 
Corispermum (Vlieszaad) · 
Dysphania · 
Halimione (Zoutmelde) · 
Halocnemum · 
Halothamnus · 
Haloxylon · 
Kochia · 
Krascheninnikovia · 
Polycnemum (Knarkruid) · 
Patellifolia · 
Ptilotus · 
Pupalia ·
Salicornia (Zeekraal) · 
Salsola (Loogkruid) · 
Spinacia · 
Suaeda · 
Traganum · 
...